# مقاطعة موريس (نيو جيرسي)
مقاطعة موريس (بالإنجليزية: Morris County, New Jersey)‏ هي إحدى مقاطعات ولاية نيو جيرسي في الولايات المتحدة. تأسست سنة 1739، بلغ عدد سكانها 492276 نسمة في عام 2010 حسب إحصاء مكتب تعداد الولايات المتحدة وتصل الكثافة السكانية فيها 405.1 نسمة/كم2.

## المناخ
يظهر الجدول التالي التغييرات المناخية على مدار السنة لمقاطعة موريس:
| البيانات المناخية لـمقاطعة موريس  | البيانات المناخية لـمقاطعة موريس | البيانات المناخية لـمقاطعة موريس | البيانات المناخية لـمقاطعة موريس | البيانات المناخية لـمقاطعة موريس | البيانات المناخية لـمقاطعة موريس | البيانات المناخية لـمقاطعة موريس | البيانات المناخية لـمقاطعة موريس | البيانات المناخية لـمقاطعة موريس | البيانات المناخية لـمقاطعة موريس | البيانات المناخية لـمقاطعة موريس | البيانات المناخية لـمقاطعة موريس | البيانات المناخية لـمقاطعة موريس | البيانات المناخية لـمقاطعة موريس |
| الشهر                             | يناير                            | فبراير                           | مارس                             | أبريل                            | مايو                             | يونيو                            | يوليو                            | أغسطس                            | سبتمبر                           | أكتوبر                           | نوفمبر                           | ديسمبر                           | المعدل السنوي                    |
| --------------------------------- | -------------------------------- | -------------------------------- | -------------------------------- | -------------------------------- | -------------------------------- | -------------------------------- | -------------------------------- | -------------------------------- | -------------------------------- | -------------------------------- | -------------------------------- | -------------------------------- | -------------------------------- |
| متوسط درجة الحرارة الكبرى °ف (°م) | 38 (3)                           | 41 (5)                           | 50 (10)                          | 61 (16)                          | 71 (22)                          | 80 (27)                          | 85 (29)                          | 83 (28)                          | 75 (24)                          | 65 (18)                          | 54 (12)                          | 43 (6)                           | 62 (17)                          |
| متوسط درجة الحرارة الصغرى °ف (°م) | 18 (−8)                          | 19 (−7)                          | 27 (−3)                          | 36 (2)                           | 46 (8)                           | 54 (12)                          | 59 (15)                          | 58 (14)                          | 51 (11)                          | 39 (4)                           | 32 (0)                           | 23 (−5)                          | 39 (4)                           |
| الهطول إنش (مم)                   | 4.50 (114)                       | 3.00 (76)                        | 4.41 (112)                       | 4.64 (118)                       | 5.09 (129)                       | 4.40 (112)                       | 5.29 (134)                       | 4.37 (111)                       | 5.33 (135)                       | 4.17 (106)                       | 4.37 (111)                       | 4.10 (104)                       | 53.67 (1٬363)                    |
| المصدر:                           |                                  |                                  |                                  |                                  |                                  |                                  |                                  |                                  |                                  |                                  |                                  |                                  |                                  |

## أعلام
- هال براون
- روني كير
- جون ماكلين
- بيتر كاميرون
- واين هارت

## وصلات خارجية
- United States Counties